# Liste der israelischen Botschafter in China
Die Liste der israelischen Botschafter in der Volksrepublik China bietet einen Überblick über die Leiter der israelischen diplomatischen Vertretung in der Volksrepublik China seit der Aufnahme diplomatischer Beziehungen im Jahr 1992 bis heute.
| Amtszeit  | Name              | Anmerkung |
| --------- | ----------------- | --------- |
| 1992–1993 | Zeev Sufott       |           |
| 1993–1996 | Mosche Ben Jaakov |           |
| 1996–2000 | Ora Namir         |           |
| 2000–2002 | Jitzchak Schelef  |           |
| 2002–2007 | Yehoyada Haim     |           |
| 2007–2011 | Amos Nadai        |           |
| 2011–2017 | Matan Vilnai      |           |
| 2017–     | Zvi Heifetz       |           |